# Крис Робшо
Крис Робшо (енгл. Chris Robshaw; 4. јун 1986) професионални је рагбиста и капитен енглеске репрезентације који тренутно игра за премијерлигаша Харлеквинс.

## Биографија
Висок 188 цм, тежак 110 кг, Робшо од почетка каријере игра за Харлеквинсе. За репрезентацију Енглеске до сада је одиграо 43 тест меча и постигао 2 есеја.